# Guarani S/A
Guarani S/A é a antiga razão social da Tereos Açúcar & Energia Brasil, uma empresa que faz parte do Grupo Tereos, cuja atividade principal é a transformação da cana-de-açúcar em açúcar, etanol e energia elétrica. Também é responsável pela produção do Açúcar Guarani, uma das principais marcas de açúcar do Brasil. 

## História
A Usina Guarani foi criada na década de 1960 em Olímpia, no interior de São Paulo. A inauguração ocorreu em 1976 na mesma cidade.
Em 2001, o grupo francês Béghin-Say adquiriu o controle da Guarani do grupo carioca Trilux Participações por um valor não divulgado. No ano seguinte, passa para o controle da também francesa Tereos.
Em 2010, a Petrobras, por meio de sua subsidiária Petrobras Biocombustível adquiriu a participação acionária da Guarani dividindo o controle com a Tereos. Em 2016, a Petrobras anunciou a venda das ações do Guarani, a conclusão foi efetivada em 2017.